# Izaak Boryskowicz
Izaak Boryskowicz, ukr. Борискович Ісаак vel Ісаакій (data urodzenia nieznana, zm. 1641) – prawosławny biskup łucki, egzarcha patriarchy carogrodzkiego.

## Życiorys
Organizator i pierwszy igumen monasteru w Dermaniu (1602). Później ihumen monasteru czerczyckiego k. Łucka. Jeden z organizatorów łuckiego Bractwa Podwyższenia Krzyża Świętego. Był wykładowcą szkoły przy tym bractwie. W 1620 r. u patriarchy jerozolimskiego Teofana uzyskał przywilej stauropigii dla bractwa łuckiego. Na prawosławnego biskupa łuckiego i ostrogskiego wyświęcony został przez tego samego hierarchę po jego wyjeździe w eskorcie Kozaków z Kijowa na początku 1621 r. w Białej Cerkwi. Król Zygmunt III Waza nie uznał tych święceń, podobnie jak innych chirotonii biskupich udzielonych przez Teofana w czasie pobytu w Rzeczypospolitej. W 1624 r. prawosławny metropolita kijowski Hiob wyprawił go do cara Michała I Romanowa i patriarchy Filareta z poselstwem w celu skłonienia ich do ujęcia się za prawosławnymi w Rzeczypospolitej. Od tego poselstwa datują się stałe kontakty prawosławnych biskupów ruskich z Moskwą. W 1629 r. jako egzarcha patriarchy carogrodzkiego wyraził sprzeciw wobec zamiaru udziału strony prawosławnej w soborze lwowskim (projekt metropolity Józefa Welamina Rutskiego). Brał udział w soborze kijowskim w 1640 r., zastępując metropolitę Piotra Mohyłę. Zachował godność ordynariusza diecezji aż do śmierci w 1641 r.

## Literatura dodatkowa
- Kazimierz Chodynicki: Boryskowicz Izaak. W: Polski Słownik Biograficzny. T. 2: Beyzym Jan – Brownsford Marja. Kraków: Polska Akademia Umiejętności – Skład Główny w Księgarniach Gebethnera i Wolffa, 1936, s. 358–359. Reprint: Zakład Narodowy im. Ossolińskich, Kraków 1989, ISBN 83-04-03291-0